# 銀
銀（ぎん、英: silver、羅: argentum）は、原子番号47の元素。元素記号は Ag。貴金属の一種。比重は10.5。(純度によって異なる)
塩化銀、酸化銀などの銀化合物が存在する。

## 名称
大和言葉では「しろがね/しろかね（白銀: 白い金属）」という。元素記号の Ag は、銀を意味するラテン語 argentum に由来する。

## 歴史
紀元前3000年頃には、人間の生活舞台に登場していた。
古代において銀が利用され始めた頃は、銀は金よりも価値が高いことが多かった。古代エジプトや古代インドでは特にそうであり、古代エジプトでは金に銀メッキを施した宝飾品も存在していた。これは、金が自然金としてそのまま産出することが多いのに対し、銀が自然銀として見つかることは非常に稀だったためである。しかし精錬の方法が向上するに従い、銀鉱石からの生産が増加して銀の価値は金に比べ低いものとなった。とはいえ銀の産出もいまだ希少であり、金と並んで各文明圏で貴重なものとして扱われることに変わりはなかった。
貴金属であり、なおかつかなりの量を市場に供給できるだけの産出量がある銀は、ユーラシア大陸において工芸素材としてのみならず、古代より商業上の決済手段、特に高額の決済に多用されてきた。古代ギリシアでは、アテナイが自領内のラウリオンに優良な銀山を持っており、この銀山の利益はアテナイがギリシア有数のポリスに成長する上で大きな役割を果たした。また、アテナイがこの銀で鋳造した銀貨はドラクマと呼ばれ、なかでもテトラドラクマ（4ドラクマ）銀貨はローマ帝国期に至っても中東から地中海にかけての広い地域で流通していた。このほか、ローマ帝国のデナリウス銀貨やイスラム世界のディルハム銀貨など、大規模に流通した銀貨は数多い。
銀による高額決済は、ユーラシア大陸の中部から西部、つまり中央アジア・西アジア・ヨーロッパでは広く普及していたが、これらの地域では少額決済手段は未発達であった。一方、東アジアでは中華王朝の発行する銅銭による少額決済を基盤とする商業が発達していたが、貴金属による高額決済は未発達であった。13世紀におけるモンゴル帝国による東西ユーラシアの政治的経済的統合は、この両世界の商業慣行を結合させることにより、国際流通経済と銀建て決済の急成長をもたらした。一方で、当時ユーラシア大陸内に保持されていた銀の量を凌駕する経済の肥大は、決済手段の不足によって一時縮小を余儀なくされた。14世紀におけるモンゴル帝国による統合の崩壊後の世界経済は、16世紀半ばに至りポトシなどの南アメリカ大陸産の銀と石見銀山などの日本産の銀が大量に供給されることで、再び活況を呈して成長を遂げていった。
中世ヨーロッパでは、新大陸発見まで金とともに慢性的な不足品であり、そのため高価だった。そうした中で、15世紀末以降アウクスブルクのフッガー家が南ドイツの銀山を基盤に勢力を拡大し、ヨーロッパ最大の富豪となった。1518年には、ボヘミアのザンクト・ヨアヒムスタール（現在のヤーヒモフ）で採掘される銀を元にヨアヒムスターラーと呼ばれる大型銀貨が鋳造された。これは以後のヨーロッパ銀貨の基準となり、各国でこれと同様のターラー貨が鋳造されるようになった。このターラーが、現在のドルの語源となっている。
日本最古の銀製品は、北海道の羅臼町と標津町の境付近の植別遺跡において、紀元前300年の墓から銀製品が発見されている。日本では飛鳥時代まで銀を産出せず、674年の対馬銀山の発見が銀生産の始まりである。平安時代はほぼ対馬のみの産出だったが、戦国時代までには各地に銀山が開発された。石見銀山へ導入された灰吹法技術と、当時のユーラシア大陸経済が希求していた決済手段用の銀需要が合致したことにより、日本の産銀量は16世紀半ばに激増した。16世紀後半から17世紀前半にかけての日本は東アジア随一の金・銀・銅の採掘地域であり、生糸などの貿易対価として中国へも輸出していた。これらの金属は貿易品として有用であり、銀山は鎌倉幕府以前から明治に至るまで国が直轄する場合が多かった。もっとも産出量が多かったのは大規模な採掘がおこなわれた石見銀山であり、この時期の日本の産銀量は世界のおよそ3分の1を占めていたが、そのうちのかなりの部分が石見銀山から産出されていた。
この時期の銀山や関連施設の遺構は、「石見銀山遺跡とその文化的景観」として世界遺産に指定されている。この他、生野銀山などでも大規模に採掘がおこなわれた。その後、日本の銀山は資源が枯渇し、世界の銀産出地から日本の名前は消えた。
新大陸発見後は、ペルーやメキシコなどで大量採掘された銀がガレオン船の大船団によってスペイン本国へと運ばれ、そこから世界中に流れることになった。こうした銀山の中でもっとも産出量が多かったのはボリビアのポトシにあるセロ・リコ銀山であり、この鉱山は16世紀後半に産出の最盛期を迎え、その後は漸減しつつも18世紀後半まで、次いで19世紀末から20世紀初頭にかけて莫大な額の銀を産出した。
同じく、メキシコのサカテカス州やグアナフアト州でも大量の銀が採掘された。こうした銀採掘は原住民であるインディオの酷使によって支えられており、インディオ人口の急減の一因ともなった。あまりに銀を求めるために、スペイン人征服者たちはペルー人に「銀を食べる人々」と呼ばれている。
16世紀を通じて金の産額には大して変化がなかったのに対し、銀は16世紀中頃よりポトシ鉱山や石見銀山を中心に著しく増大したため銀価格が暴落した。例えば日本および中国では16世紀前半まで金銀比価は1:5 - 6前後であったが、17世紀以降は日本では1:10 - 13程度まで銀安となった。16世紀中頃の銀の増産の背景には、上記の新鉱脈の発見に加え、アマルガム法や灰吹法といった新しい精錬技術の導入があった。銀価値の暴落によりヨーロッパの物価は2 - 3倍のインフレーションに陥った（価格革命）。
また、この銀の量の激増はフッガー家の没落をもたらしている。こうして新大陸で採掘された大量の銀はメキシコの鋳造局でメキシコ・ドル銀貨に鋳造され、ヨーロッパやアジアで大量に流通した。中でもアジアにおいてこの銀貨は洋銀と呼ばれて20世紀初頭にいたるまで使用され続け、主要な貿易通貨の地位を確立していた。
19世紀後半、採掘技術の向上、および銅の電解精錬の副産物などにより金銀の生産量が増大、銀価格は金のそれに対して慢性的に下落するようになった。純度の高い鉱山/鉱床に縛られないグローバルな技術革新と資本移動に関する研究は、世界の金融/産業史において現代を説明するのに不可欠な業績となっている。
銀は古来より珍重されたため、各地の地名にも銀を由来とした地名が多く残されている。一例として、大航海時代にはじめて南アメリカ大陸南部にたどり着いたスペイン人は、ある大河の沿岸で銀のアクセサリーをつけたインディオを見かけたことで、その大河をラプラタ川（スペイン語で銀の川の意味）と名付けた。さらに独立したラ・プラタ副王領は、国の中央を流れるラプラタ川にちなみ、銀を意味するラテン語名「argentum」から取ってアルゼンチンと改称した。

## 性質
室温における電気伝導率と熱伝導率、可視光線の反射率は、いずれも金属中で最大である。光の反射率が可視領域にわたって98 %程度と高いことから美しい金属光沢を有す。
延性および展性に富み、その性質は金に次ぎ、1 gの銀は約2200 mの線に伸ばすことが可能である。
溶融銀は973 °Cにおいて1気圧の酸素と接触すると、その体積の20.28倍の酸素を吸収し、凝固の際に吸収した酸素を放出し表面がアバタとなる spitting と呼ばれる現象を起こす。純銀の鋳造は、これを防止するために酸素を遮断した状態で行う。
貴金属の中では比較的化学変化しやすく、空気中に硫黄化合物（自動車の排ガスや温泉地の硫化水素など）が含まれていると、表面に硫化物 Ag2S が生成し黒ずんでくる。銀が古くから支配階級や富裕階級に食器材料として用いられてきた理由の一つは、硫黄化合物やヒ素化合物などの毒を混入された場合に、化学変化による変色でいち早く異変を察知できる性質からという説がある。
銀イオンはバクテリアなどに対して強い殺菌力を示すため、現在では広く抗菌剤として使用されている。例えば抗菌加工と表示されている製品の一部に、銀化合物を使用した加工を施しているものがある。
塩素などのハロゲンとは直接結合しハロゲン化銀を生成する。また酸化作用のある硝酸および熱濃硫酸に溶解し銀イオンを生成する。ただし王水には溶けにくい。また空気の存在下でシアン化ナトリウムの水溶液にもシアノ錯体を形成して溶解する。
{\displaystyle {\ce {3Ag\ + 4HNO3 -> 3AgNO3\ + NO\ + 2H2O}}}
{\displaystyle {\ce {4Ag\ + 8NaCN\ + O2\ + 2H2O -> 4Na[Ag(CN)2]\ + 4NaOH}}}

## 銀鉱石
銀鉱石を構成する鉱石鉱物には、次のようなものがある。
- 自然銀 (Ag)
- 針銀鉱（輝銀鉱） (Ag2S)
- 濃紅銀鉱（火閃銀鉱） (Ag3SbS3)
- 淡紅銀鉱 (Ag3AsS3)
- 角銀鉱 (AgCl)

## 銀化合物
化合物中で銀原子は一般的に1価の原子価（酸化数）が最も安定であり、より高酸化状態のものとして3価のものも存在するが、見かけ上2価のものは1価および3価の混合原子価であることが多く真の2価の化合物は一般に不安定である。銀化合物は一般的に光に対し敏感であり分解しやすく褐色瓶で保存する。
- フッ化銀 (Ag2F, AgF, AgF2, AgF3)
- 塩化銀(I) (AgCl)
- 臭化銀(I) (AgBr)
- ヨウ化銀(I) (AgI)
- 硝酸銀(I) (AgNO3)
- 酸化銀 (AgO, Ag2O, Ag2O3)
- 硫化銀(I) (Ag2S)

## 宝飾品としての利用

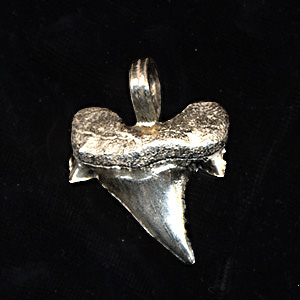
古代サメの歯型のアクセサリー

銀は、その白い輝きから宝飾品としても広く利用されてきた。貴金属のなかでは比較的産出量も多く安価であるため、日本では特にシルバーアクセサリーとして若者向けの宝飾品として人気があるが、最近は一般的にも用いられるようになっている。こうしたアクセサリーに使用される場合、黒ずみにくいようにロジウムなどによってメッキが施されることが多い。また、より高価な金無垢製品の代用として金メッキを施されることもある。　
特にヨーロッパでは、銀食器の使用はステータスを示すものとされて珍重され、ナイフ、フォーク、皿、燭台、ポット、その他多種多様な銀食器が製造された。銀は砒素に触れると変色するため、砒素による毒殺への用心の意味合いもある。銀が比較的安価になりかなり多くの家庭に手が届くものとなっても銀食器の珍重は続いた。また、銀は金ほどではないが展性に優れ薄く延ばしやすいので、銀箔も多用される。このほか、絵の具として銀泥も使用される。
硬貨や宝飾品などとして利用する場合、純銀では柔らか過ぎて傷つきやすいうえ、硫化しやすくすぐに黒ずむ性質があるため、他の金属との合金の形で利用される（この混ぜる金属を「割り金」と呼ぶ）。日本では一般的に銅を混ぜるが、加工性や高硬度のため他の添加金属を用いることがある。古代エジプトでは銀は金よりも価値があり、金製品に銀メッキが施された宝飾品が存在する。
銀製品は衝撃を与えると「キーン」と"鐘を叩いたときのような”と称される澄んだ高い金属音を発する。熱伝導率がステンレスより圧倒的に高いため（15倍~20倍）氷を乗せると体温で溶けやすい特徴がある。
カラー配合
プラチナを混ぜたプラチナシルバーや金・パラジウムを混ぜたシルバー、また色合いを変えたイエローシルバー、ピンクシルバー、グリーンシルバーなどもある。
- Silver900 (SV900): コインシルバー。各国の銀貨の多くがこの配合であるためこの名がついた。
- Silver925 (SV925): スターリングシルバー（品位記号 Sterling）。イギリスの銀貨の品位であり、宝飾品用としても最も一般的な品位である。硬度や耐久性に優れた配合である。
- Silver958 (SV958): ブリタニアシルバー（品位記号 Britannia）。その名の通り、一時イギリスがスターリングシルバーから銀貨の品位を高めてこの割合にしたためこの名がついているが、この割合では軟らかすぎるためにもとのスターリングシルバーに戻されたいきさつがある。
- Silver999 (SV999): 純銀、ピュアシルバー。

シルバーの記号
記号の SV は一般的に用いられているが、国際的には認知されていないので、社団法人日本ジュエリー協会は、元素記号である Ag の使用を推奨している。
- SV900 ⇒（推奨）Ag900
- SV925 ⇒（推奨）Ag925

純度について
造幣局では、貴金属の品位証明を行っているが、銀の品位区分を999, 950, 925, 900, 800（千分率 : ‰）の5種としている。これに対してジュエリー用貴金属の純度を決めている ISO 9202（国際標準化機構）と JIS H6309（日本産業規格）では925, 835, 800の3種としている（造幣局区分と異なり925を上回るものがなく、また900の代わりに835がある）。これらは品位区分であって、市場に出る地金として認めるとか認めないとかいう観点とは異なる。
流行のピンクシルバーはほぼ500 ‰（割り金は銅）であり、変色しない銀としてかつて用いられたソフトホワイトは500 ‰（割り金はパラジウム）である。また、朧銀（おぼろ銀）は、 四分一（しぶいち）といわれ、銀が250 - 600 ‰の各種合金で、伝統工芸品、美術品、宝飾品に用いられている。
※なお、記号「‰」についてはパーミルを参照されたい。
その他
銀製品は、年月を経ると空気中の硫黄分と反応して黒ずんでくるが、これを燻し銀（いぶしぎん）と呼んで愛好する向きもある。また、強制硫化やめっきをして人為的に燻した銀古美仕上げもある。

## 貨幣としての利用
銀の用途として古来より最も重要だったものは、貨幣としての利用である。銀はほぼすべての文化圏で高い価値を持ち、金とともに貨幣として広く流通した。日本でも、江戸時代には丁銀および豆板銀と呼ばれる秤量貨幣が鋳造され、計数貨幣である金および銭と併用して使用された。銀貨の通用圏は大阪および上方を中心としており、金を中心とする江戸と二本立ての通貨体制となっていた。この金・銀・銭の3つの通貨間の為替レートは常に変動し、これらを両替する両替商が各都市に存在した。
銀はしばしば本位貨幣としても用いられ、銀を本位貨幣とした銀本位制は清や中華民国で採用されていた。ヨーロッパでは、金貨と銀貨がそれぞれ流通する、いわゆる金銀複本位制がとられていたが、1816年にイギリスが金本位制に転換して以降、諸国はこれに倣い、銀の貨幣としての重要性は低下していき、紙幣の流通、20世紀の工業用銀需要の高まりでの銀価の上昇・銀地金の不足もあって、一般流通用として銀を貨幣に用いる国家はなくなった。現在では記念硬貨や地金型銀貨として、製造・発行されている。

## 工業製品としての用途

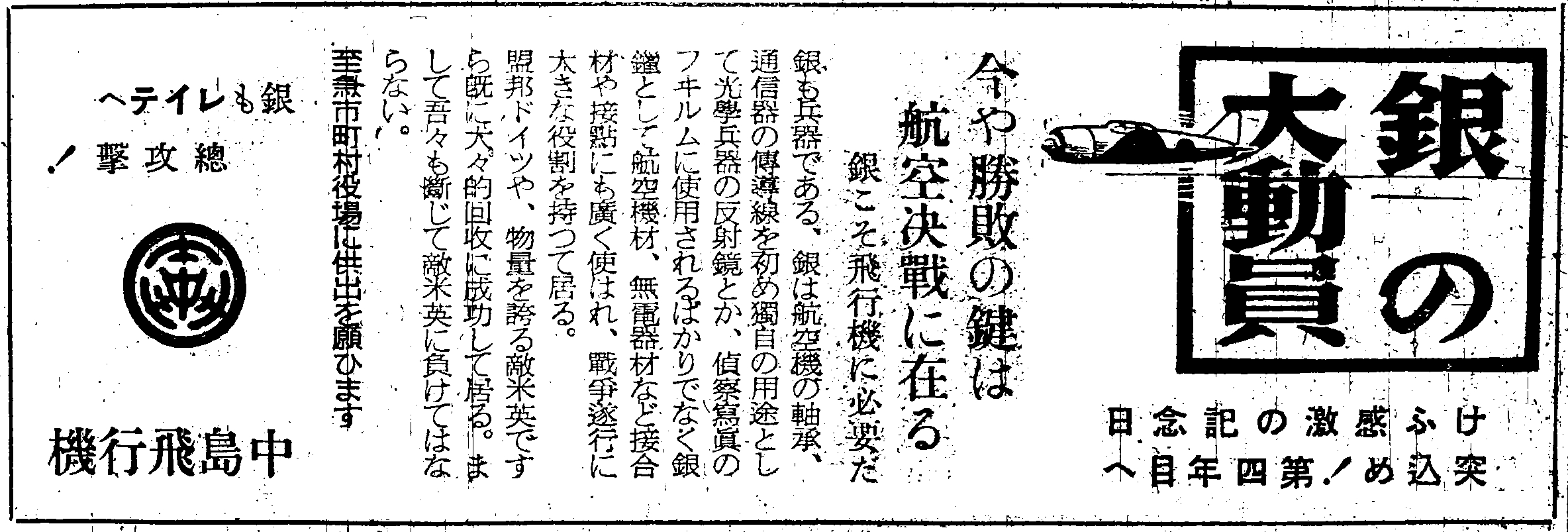
太平洋戦争中の中島飛行機による銀供出を呼び掛ける広告。
これによると当時の銀の用途として、航空機の軸承け、通信機の伝導線、光学兵器の反射鏡、偵察写真のフィルム、銀鑞として航空機材や無電器材など接合材や接点に広く使われる、とある

銀は工業用にも広く使用される。最も使用量の多い使途は写真の感光材であったが、フィルムカメラからデジタルカメラへの移行によって、この用途での使用量は激減した。こうした中、それに代わる物として太陽光発電の急伸に伴い、太陽電池用としてのソーラーパネル用途が急増している。

### 鏡
銀の反射率はすべての金属の中で最高であり、これを利用して鏡や反射フィルムなどの反射の必要なものに銀は多用される。中でも鏡の製造において銀は欠かせないものである。鏡を製造するには、真空中において銀を高温で熱し、気化させ、目標物に蒸着させる。

### 抗菌性の利用
銀器の水がいつまでも腐らないことは経験的に古くから知られていた。銀イオンは、バクテリアなどに対して極めて強い殺菌力を示すので、浄水器の殺菌装置など、急速に殺菌剤として普及してきた。抗菌性を持つものとしては、オゾンや金属銀と金属銅がある、銅に関しては用いられるようになってからは200年ほどの歴史がある。銀は1990年頃から使用されるようになった。
銀イオンは感光性があり、普通の塩の状態ではすぐに還元されて黒い銀の単体粒子が析出してしまうため、最近はチオ硫酸イオンなどを配位させた錯イオンを用いて、感光性をなくしたものを使用している。
銀は比較的人体への毒性が低いとされているが 、化管法 （PRTR法）の施行令により、銀及びその水溶性化合物は第一種指定物質とされている。常時使用する従業員の数が21人以上の事業者が、その年度ごとに純銀換算1トン以上の銀または銀化合物を使用する事業所がある場合もしくは、他法令で定める特定の施設を設置している事業者は、PRTR法の定めに従って使用量の届出が必要なことに注意しなければならない。

### 公衆浴場での利用
日本では公衆浴場における浴槽水の衛生管理が義務付けられているが、銀イオンはその浴槽水の殺菌に利用されている。厚生労働省からは次亜塩素酸ナトリウムによる殺菌が推奨されているが、塩素消毒が不向きな水質も存在している。銀イオンは塩素での殺菌が行いづらい水質の一部でも、効果的に殺菌を行えることが確認されている。また、他の浴水殺菌剤や殺菌装置にはない、還元的な殺菌作用（ORP による比較）から、注目されている殺菌方法である。

### 写真への利用
銀はまた、写真分野の写真フィルム・X線撮影、印画紙の感光剤（臭化銀(I)、ヨウ化銀(I)など）として、利用されている。
- 銀のハロゲン化物が光を受けて銀原子を遊離すること（潜像）を利用し、適当な還元剤と反応させることによりその変化を増幅し（現像）処理し、未感光のハロゲン化銀を定着処理で取り除くことにより、画像を記録することが可能であり、銀塩写真として近年のデジタルカメラ普及まで広く使われた。
- ハロゲン化銀は単独では濃淡しか表現できないが、複数の色素とフィルタ等を組み合わせ、光の波長（RGB）に応じて、感光の度合いを変化させることにより、カラーでの記録も可能としている。

### 医療用途への応用
銀は歯科医療で利用されている。比較的安価な材料として、主に保険診療報酬で使用される。用途は主に歯のう蝕（虫歯）や歯根の患部を削った空洞などに、失った歯牙部分を補完する形で銀合金をかぶせたり、はめ込んだりする方法である。これらはロストワックス鋳造法により製作される。使用される銀は、銀に亜鉛やインジウムを添加したもの、また金やパラジウム等を添加した銀合金であり、そのうち銀の分量は約50 - 70パーセントである。現在はほとんど行われていないが、銀とスズの合金に銅や亜鉛を添加した粉末を水銀で練るアマルガム法を用いたアマルガム修復もよく行われた。有機水銀による水俣病公害の印象から、日本においては廃れたが、この治療には無機水銀を使用して行われている。
東洋医学の分野では、鍼治療用として、銀を含む材質の鍼が製造されている。金を含む鍼に比べると安価だが、一般的なステンレス鍼に比べて高価なため、銀の鍼を使うのが効果的とされる症状に対して、価格面で折り合いがつく場合に用いられる。

### 電気工学分野への応用
室温において、銀は既知の金属の中で、最も電気抵抗率が低い。また、展延性も非常に高く、金に次ぐ数値を示す。そのため、電気伝導率の良い電線として利用されている。勿論、銀そのものが希少性が高く、値段が高額なため、電気抵抗率の比較的近い銅線、又は軽量なアルミニウム線を太径又は複導体・多導体にして交流送電で使用している場合が殆どで、銀線は特殊な場合にのみ利用される。
- 例としては、マニア向けの、オーディオケーブル、スピーカーケーブル等がよく知られる（1メートル当たり数千円、プラグを付けるなど加工済みなら数万円する商品）。
- また高周波を扱う同軸ケーブルや導波管にも用いられることがあるほか、継電器（リレー）の接点にも用いられ[27]、これらは丈夫さと経済性、表皮効果を考慮し、銀メッキが施された銅が使用される。
- ただし銀は、エレクトロケミカルマイグレーション（イオンマイグレーション）による、短絡（ショート）がもっとも起こりやすい材料である[28]。また、硫化や塩化した場合に、絶縁体の硫化銀や塩化銀が生成される[29]。
- クォーツ腕時計の普及で酸化銀を用いる酸化銀電池（銀電池）も、一般に広く使用されるようになってきている。長期間保存でき、電気容量が大きいうえに放電の末期まで電圧が降下せず安定しているため、腕時計や体温計といったなど安定性を求める精密機械に多く使用される[30]。腕時計やカメラの露出計など小型精密機器向けの電池として用いられたこともありボタン型電池としての用途を一般に目にすることが多いが、長期間安定して保存できることから高信頼性・高エネルギー密度の電池としても有用で魚雷の推進用電池や火器信管、人工衛星や深海探査艇向けの電源などの用途もある。貴金属である銀を用いるため、リチウム電池などに比べ割高であるが高性能である。
- また、太陽電池にも銀は使用されており、近年のソーラーパネル設置による太陽光発電の伸びに伴って、銀使用量の大きな割合を占めるようになっている。2011年には、太陽光発電用の銀需要は、世界の銀の供給の11パーセントを占めていた[31]。

### 溶接
金属をろう付けする際に、銀を用いた銀ろう（銀はんだ）が多く用いられる。

### 食品
単体銀は食品添加物の着色料として用いることが出来る。代表的なものとして、糖粒に食用銀粉をつけ銀白色金属粒状の外観を持つように加工したアラザンが菓子装飾用に用いられている。また、食品に銀箔を添加することも広く行われ、仁丹も銀箔によってコーティングされている。

### 顔料・化粧品
歴史的には銀の粉末が顔料として用いられた。現代において「銀粉」と呼ばれているのは、通常錫粉やアルミ粉である（これに対し、「金粉」は現代においても金が用いられる場合がある）。

## 産出

2011年の銀世界生産

世界で最も銀の産出量の多い国はメキシコであり、以後中華人民共和国、ペルー、オーストラリア、ロシア、チリ、ボリビア、ポーランド、アメリカ合衆国、カナダの順となっている。このうちメキシコ、ペルー、ボリビアは古くから銀の大産出地として知られた土地である。しかしいずれの国においても、現代では銀鉱石がそのまま産出されるものよりも、銅や鉛・亜鉛などの鉱石を電解精錬した副産物として得られるものが大半を占める。また、この電解精錬法によってそれまで打ち捨てられていた品位の低い銀やほかの鉱石に紛れ込んでいた少量の銀をも回収することが可能になり、銀の生産は激増した。
また銀は高価であるため流通網が整っており、市中から回収された銀製品を鋳つぶして再び銀として流通させるリユース・リサイクルもかなり大きな割合を占める。
| 順位 | 国             | 産出量 (t) |
| ---- | -------------- | ---------- |
| 1    | メキシコ       | 4,150      |
| 2    | 中華人民共和国 | 3,700      |
| 3    | ペルー         | 3,410      |
| 4    | オーストラリア | 1,730      |
| 5    | ロシア         | 1,350      |
| 6    | チリ           | 1,290      |
| 7    | ボリビア       | 1,210      |
| 8    | ポーランド     | 1,170      |
| 9    | アメリカ合衆国 | 1,120      |
| 10   | カナダ         | 572        |
| -    | 他の国         | 3,600      |
|      | 総計           | 23,300     |

| 鉱山                       | 国             | 2010年産出量 |
| -------------------------- | -------------- | ------------ |
| Cannington銀・鉛・亜鉛鉱山 | オーストラリア | 38.6 Moz     |
| Fresnillo銀鉱山            | メキシコ       | 38.6 Moz     |
| San Cristobal多金属鉱山    | ボリビア       | 19.4 Moz     |
| Antamina銅・亜鉛鉱山       | ペルー         | 14.9 Moz     |
| Rudna銅山                  | ポーランド     | 14.9 Moz     |
| Peñasquito多金属鉱山       | メキシコ       | 13.9 Moz     |

## 銀の象徴的意味

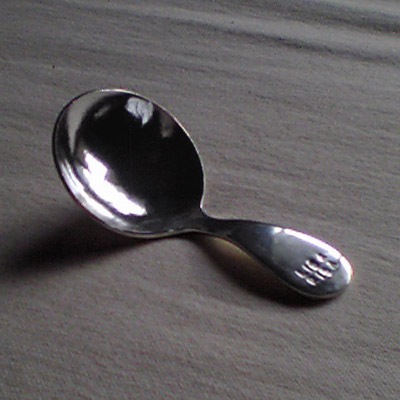
銀スプーン

銀は、美しい白い光沢を放つことから、占星術や錬金術などの神秘主義哲学では月と関連づけられ、銀は男性を、金は女性を意味していた。ある時を境に位置が逆転し、銀は月や女性原理などを象徴する物となり、一方、金は太陽や男性原理などを象徴する物となった。その色合いから、金を太陽と、そして銀を月と結びつけることはかなり世界的に広くみられる傾向であり、マヤ文明においても銀は月と結びつけられていた。また銀の聖性をもとに、西洋の物語では狼男や吸血鬼といった邪悪なものを撃退するガジェットとして銀の弾丸がよく登場する。
また、各種競技、コンクール等で、2位の場合に送られるメダル等に使われていることから、二位という象徴的意味、諺で「雄弁は銀、沈黙は金」と、金に比べて、一段劣ることの象徴にもなっている。
英語の慣用句として、「been born with a silver spoon in their mouth（銀のスプーンを咥えて生まれた）」という表現がある。これは、1719年に英語訳された『ドン・キホーテ』に見られ、裕福な家庭に生まれた事を意味している。18世紀のヨーロッパでは、職人や農民が常に持ち歩き、農奴や奴隷と間違われたときに見せる階級証明の道具として利用された。表現として、金のスプーンを使用する例も見られ、またスペイン語やポルトガル語で、銀のスプーンを咥えて生まれたと同等の慣用句として「金のゆりかごで生まれた」という言い回しがある。

## 銀相場
16世紀半ば以降、新大陸から持ち運ばれた銀によって価格革命が起き、全ヨーロッパの銀価が下落した。
銀は金と並び、貴金属や工業用素材として広く使用されることから、投資の対象にもなっている。時には、投機的な資金が流入して、相場価格が乱高下することがある。
投資の対象として注目されるようになった発端は、1979年 - 1980年のハント兄弟が、工業用にも利用されている銀の価格が、金相場と比べて低いことに着目した買い占め（銀の木曜日）がきっかけである。
銀相場は1980年（昭和55年）1月18日に、ニューヨーク市場で瞬間最高値1オンス50ドル超を記録し、日本でも1980年（昭和55年）1月第3旬の国内建値で1 kg当たり34万6,000円まで暴騰し、一時は20倍もの価格上昇が発生した。ハント兄弟の価格吊り上げ工作は、銀の高騰により、ヨーロッパの一般家庭が使っていた銀食器が大量に鋳つぶされ、市場に大量放出されたことによる暴落で、大失敗に終わった。
その後も1996年（平成8年）には、アメリカ合衆国の著名な投資家であるウォーレン・バフェットが、世界の年間供給量の5分の1を買い占めたと表明し、直後に暴騰が生じた。2011年（平成23年）4月頃にも、1980年にハント兄弟の買占めに迫る価格まで価格が急上昇したが、先物取引の規制（証拠金の上積み規制）がなされたために暴落するなど、依然として混乱は見られる。
なお、最も銀消費量が多かった写真工業分野では、現像時の銀回収システムの確立や、銀塩フィルムや印画紙・現像液を全く使わないデジタルカメラ（CCDイメージセンサ・CMOSイメージセンサ）、コンピュータX線撮影のような代替技術が出現しており、デジタルカメラへの移行が相当進んでいることなどから（2014年現在）、ハント兄弟の買い占めに際して発生した、写真フィルム/レントゲンフィルムの欠品・不足のような事態は発生し得ない。

## 銀の毒性
銀や銀の化合物を慢性的に取り込むと、人は銀皮症や結膜銀症などの不可逆的な色素沈着を引き起こす。